# 김동완 (1935년)
김동완(金東完, 1935년 2월 10일~2024년 9월 15일)은 대한민국의 기상청 통보관이었다.

## 생애
경상북도 금릉군 농소면 월곡리에서 출생하였고 지난날 한때 경상남도 김해군 김해읍 회현리에서 잠시 유아기를 보낸 적이 있으며 농소국민학교와 김천농림중학교를 거쳐 1953년 대구공업고등학교 기계과를 졸업하였다. 그 후 국제대학 법률학과에서 학사 학위를 취득하였다. 아호(雅號)는 노루(老淚)이다.

### 방송 활동 이전
원래 공군 조종사가 되고 싶어 대구공고 3학년 때 공군사관학교 입학 시험에 응시하여 합격하였으나 최종 선발과정에서 탈락하였다. 그래서 공군하사관학교를 나와 조교를 지낸 후 5년간의 공군 복무를 마쳤다. 조종사의 꿈이 무너지자 수학 교사가 되려고 마음을 먹었었다.
1958년에 군복무를 마치고 무작정 서울로 상경하였다. 그는 관상대 시험에 응시해 15대 1의 경쟁률을 뚫고 1959년 1월 중앙관상대의 직원으로 합격하였다. 이후 기상 기술원 양성소에서 교육을 받고 1959년 12월 24일 김포국제공항 측후소의 기상요원으로 발령받게 되었다. 당시 그의 직책은 5급공무원(현재의 9급 수준)으로 기상 상황을 관측하고 기상 상황을 정리하는 것이었다.
부산의 수영비행장(김해국제공항의 전신)측후소에서 4년 정도 근무하다 다시 서울로 올라와 관상대 예보관으로 활동했다.

### 통보관 활동과 부업
1960년대 중반부터 방송국들은 날씨보도의 현장감을 살리기 위해 중앙 관상대 직원이 나와 방송을 하기 시작했다. 즉, 이 일을 공무원인 관상대 예보과 직원이 직접 하게 된 것이다. 하루는 선배 방송요원이 그만두어 누가 그 뒤를 잇느냐는 논의가 있었다.
김동완은 3일에 한번씩 교대로 돌아가며 하는 방송요원으로 뽑혔으며, KBS 라디오의 어업기상통보(후에 기상통보로 변경)의 기상 통보관으로 방송 활동을 시작했다. 통보관이라는 명칭이 생긴 것도 바로 이 무렵이라고 한다.
그는 통보관으로 활동하면서 교대 근무를 이용해 성북구 삼양동에 연탄가게를 내었고, 때로는 가파른 계단과 언덕을 오르내리며 연탄 배달도 하였다. 1968년 여름부터는 돈암동에 있던 한 택시회사에 취직해 1년 정도를 관상대와 택시 운전을 격일로 번갈아가며 근무하였다.

### TV 활동
1972년 4월 MBC 모닝쇼에서 일기예보를 하게 되었고, 그 해 가을에는 KBS 9시 뉴스에서도 일기예보를 하였다.
그러나 1973년 유류 파동으로 아침방송이 중지됨에 따라 MBC 모닝쇼가 없어졌고, KBS 9시 뉴스의 일기예보도 KBS 아나운서를 쓰게 되면서 몇 달 정도는 중앙 관상대 예보과에서만 활동하게 되었다. 1974년 하반기쯤부터 동양방송에서 언론통폐합 때까지 7년간을 활동하였다.
언론통폐합 이후 1981년 초에 문화방송에서 섭외가 들어왔지만, 관상대 기상 통보관을 사직하는 조건이라서 망설이게 된다. 그렇지만 한동안 서울에서만 근무하게 되니 순환근무를 하는 다른 동료들에게 미안한 마음이 든다. 결국 관상대 기상 통보관을 그만두고 MBC 기상보도위원으로 활동하기 시작한다. 이후, 1992년 3월 초에 프리랜서 선언을 하고, 1996년 9월 23일까지 MBC에서 활동하였다.
한편 그는 1980년부터 결혼식 주례로도 활동했다. 1991년 11월까지 대략 150회의 주례를 봐왔다고 하는데,당초엔 친구나 친지 등의 요청이 많았지만 좀 지나자 일반 시청자의 부탁도 쇄도했다고 한다.
또 전두환 전 대통령과 같은 고등학교 출신이기 때문에 전씨와 어느 정도 인연도 있다. 그는 이것에 대해 "(전씨가) 백담사에 머물 때 처음 만나 '선배님(24회) 26회 김동완입니다'라고 했더니 어깨를 툭 치며 '(청와대) 재임기간에 한번 오지 그랬느냐'고 하며 무척 반가워했다. 하지만 곧 '그랬으면 지금쯤 청문회에 불려다니겠지'라고 말했다"고 회고했다. 이후 서울 연희동의 전씨 자택에서 고교 선후배간으로 몇차례 만났다고 덧붙였다.

### 케이웨더 이사직과 그 이후
MBC 뉴스데스크의 일기예보 자리를 떠난 뒤, 그는 1997년에 민간 기상정보 회사인 케이웨더의 이사직으로 자리를 옮겨 2000년까지 활동했다.
2000년에 국회의원으로 출마하였으나 낙선하였고, 선거 중에 당뇨를 앓던 아내의 치료시기를 놓쳐 아내의 뒷바라지를 하며 지내고 있었다.
2024년 9월 15일 향년 89세로 별세하였고 화성함백산추모공원에서 화장되어 김포 문수산 수목장으로 안장되었다.

## 활동한 뉴스 프로그램
- 1967년~1972년 3월경 - 한국방송공사 라디오 기상통보
- 1972년 4월~1974년 - MBC 모닝쇼, KBS 9시 뉴스
- 1974년~1980년 11월 30일 - 동양방송 TBC 석간(추정)
- 1981년~1996년 9월23일 뉴스데스크(매일)
- 2010년 10월 5일 - MBC 뉴스데스크 40주년 특집방송

## 활동한 라디오 프로그램
- 1993년 9월 27일~1997년 일자 미상 - 날씨와 생활 기상캐스터

## 방송 출연
- KBS 《KBS초대석》
- MBC 《일요일 일요일 밤에》 (일요스타앨범)/(내주의 일기예보)/(몰래카메라)
- KBS 《TV는 사랑을 싣고》
- KBS 《TV쇼 진품명품》
- KBS 《밤과 음악사이》
- KBS 《아침마당》
- KBS 《KBS인간대학》
- MBC 《타임머신》 (87회 '비내리는 여인' 우모)
- EBS 《시대의 초상》
- SBS 《일요일이 좋다 - 옛날 TV》
- KBS 《비타민》 (360회 위대한 밥상)
- OBS 《최양락·이봉원의 나는 전설이다》
- OBS 《차인태의 명불허전》

## CF 출연
- 동아제약 판피린에프
- 삼성전자 한국형인버터에어컨
- 옥시레킷벤키저 물먹는 하마

## 저서
- 《날씨 때문에 속상하시죠》(1998년) ISBN 8988349008
- 《날씨의 신비》(1999년)

## 학력
- 농소국민학교 졸업
- 김천농림중학교 졸업
- 대구공업고등학교 졸업
- 국제대학교 법률학과 학사

## 가족
자녀: 1남 3녀

## 역대 선거 결과
| 실시년도 | 선거   | 대수 | 직책     | 선거구      | 정당         | 득표수  | 득표율          | 순위 | 당락 | 비고 |
| -------- | ------ | ---- | -------- | ----------- | ------------ | ------- | --------------- | ---- | ---- | ---- |
| 2000년   | 총선   | 16대 | 국회의원 | 경북 김천시 | 자유민주연합 | 6,925표 | \| \| 10.53% \| | 3위  | 낙선 |      |
|          | 10.53% |      |          |             |              |         |                 |      |      |      |